# Eutelsat 7 West A
Eutelsat 7 West A (Nilesat 104) ist ein Fernsehsatellit der European Telecommunications Satellite Organization (Eutelsat) mit Sitz in Paris.
Die ursprüngliche Bezeichnung des Satelliten lautete Atlantic Bird 7. Als Eutelsat am 1. März 2012 das Bezeichnungssystem der Satelliten änderte, erhielt er gemäß seiner Orbitalposition 7° West den Namen EUTELSAT 7 West A.

## Missionsdaten
Atlantic Bird 7 wurde am 24. September 2011, 20:18 UTC mit einer Zenit-3SL/Blok DM-SL-Rakete von Sea Launch in eine geostationäre Umlaufbahn gebracht.
Der von Astrium gebaute Satellit ersetzte auf der Position 7° West Atlantic Bird 4A, der seit Februar 2009 dort in Betrieb war. Ebenfalls auf 7° West sind die ägyptischen Satelliten Nilesat 101, Nilesat 102 und Nilesat 201 positioniert. Eutelsat 7 West A ist im Nahen Osten einschließlich der Golfstaaten, Nordafrika und Nordwestafrika zu empfangen. 44 Ku-Band-Transponder decken dabei eine breite Ausleuchtzone für Direct-to-Home-Übertragungen in Nahost und Nordafrika ab und bedienen mit bis zu 12 Ku-Band-Transpondern die hohe Nachfrage nach Rundfunkübertragungen und Internetverbindungen in einer zweiten Ausleuchtzone von Nordwestafrika über den Maghreb bis zum Golf von Guinea.